# Brillosa
Brillosa là một chi bướm đêm thuộc họ Geometridae.